# كاترينا إمونز
كاترينا إمونز (بالتشيكية: Kateřina Emmons)‏ هي لاعبة رماية تشيكية، ولدت في 17 نوفمبر 1983 في بلزن في التشيك.

## وصلات خارجية
- كاترينا إمونز على موقع الاتحاد الدولي (الإنجليزية)
- كاترينا إمونز على موقع اللجنة الأولمبية الدولية (الإنجليزية)
- كاترينا إمونز على موقع أوليمبيديا (الإنجليزية)
- كاترينا إمونز على موقع اللجنة الأولمبية التشيكية (التشيكية)
- كاترينا إمونز على موقع الموسوعة البريطانية (الإنجليزية)